# Ajamu Baraka

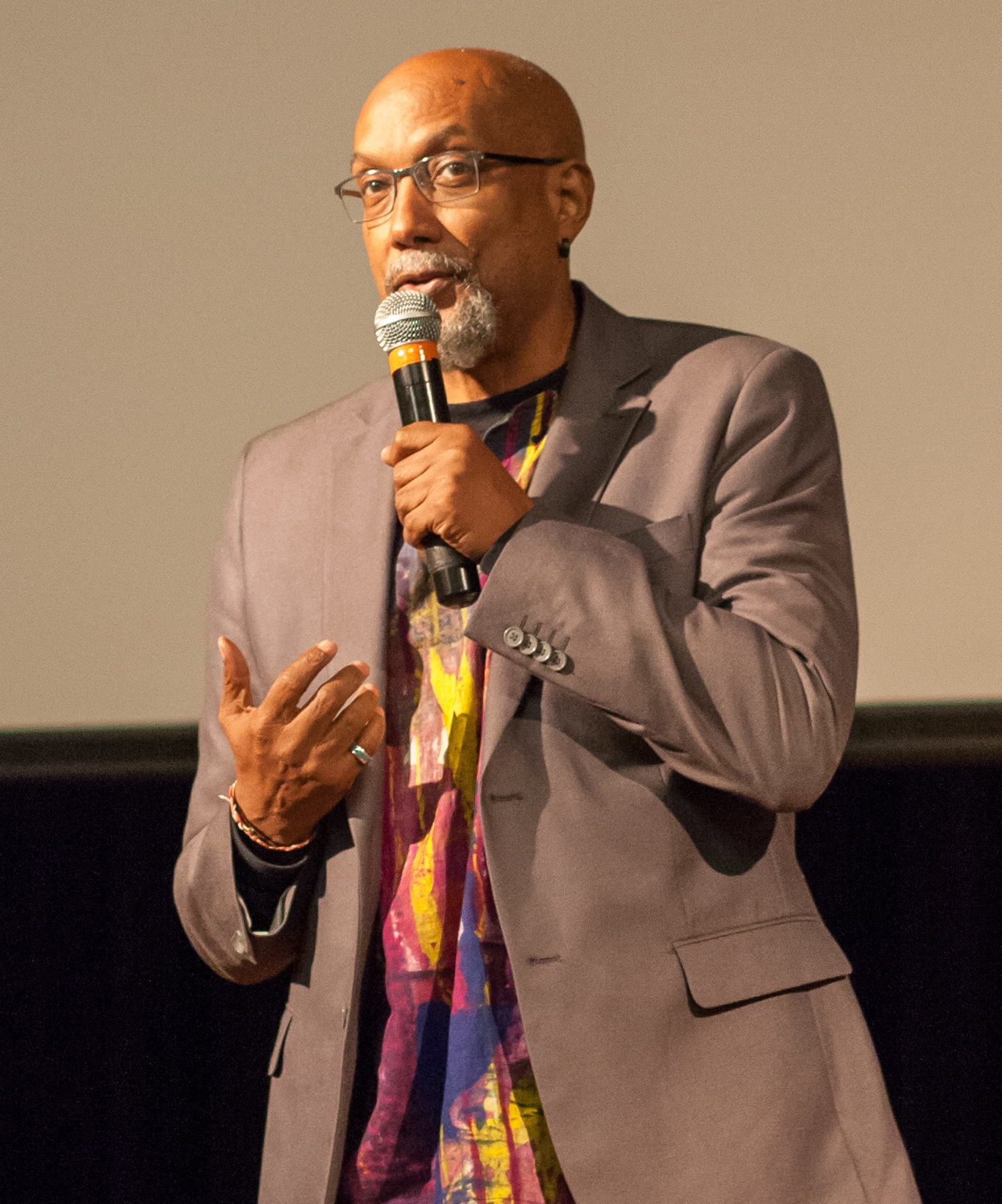
Ajamu Baraka, 2016

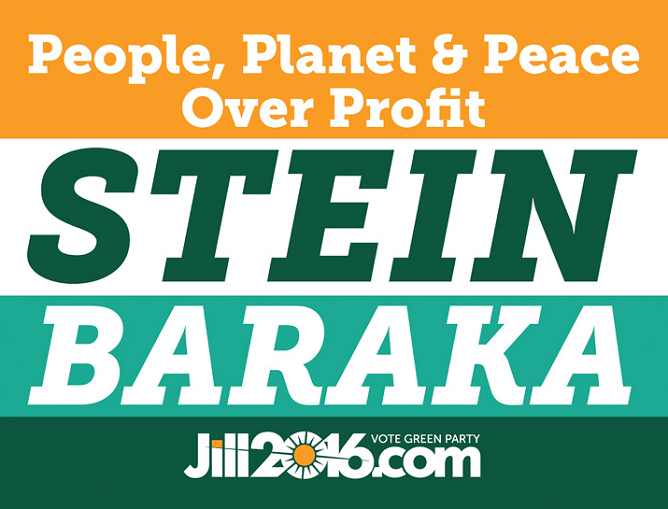
Plakat zur Präsidentschaftswahl 2016

Ajamu Baraka (* 25. Oktober 1953 in Chicago) ist ein US-amerikanischer Aktivist und Politiker. 2016 wählte die Präsidentschaftsbewerberin Jill Stein ihn als ihren Vizepräsidentschaftskandidaten („Running Mate“) für die Wahl 2016 aus.

## Werdegang

### Leben
Baraka war lange Zeit für Amnesty International tätig, er leitete dabei unter anderem das Programm der Organisation zur Abschaffung der Todesstrafe in den Vereinigten Staaten. 1998 nahm er als einer von 300 Teilnehmern am ersten International Summit of Human Rights Defenders anlässlich des 50. Jahrestages der Unterzeichnung der UN-Menschenrechtscharta teil, 2001 war er Delegierter bei der Weltkonferenz gegen Rassismus. Zudem ist er bei Africa Action und dem Center for Constitutional Rights aktiv.
2004 wurde Baraka Gründungsdirektor des US Human Rights Network, in dem sich Menschenrechtsorganisationen einzelne Menschenrechtsaktivisten in den Vereinigten Staaten organisieren. Unter seiner bis Sommer 2011 dauernden Leitung wuchs die Organisation von knapp 60 Gruppierungen zu über 300 Organisationen und über 1500 Aktivisten an.

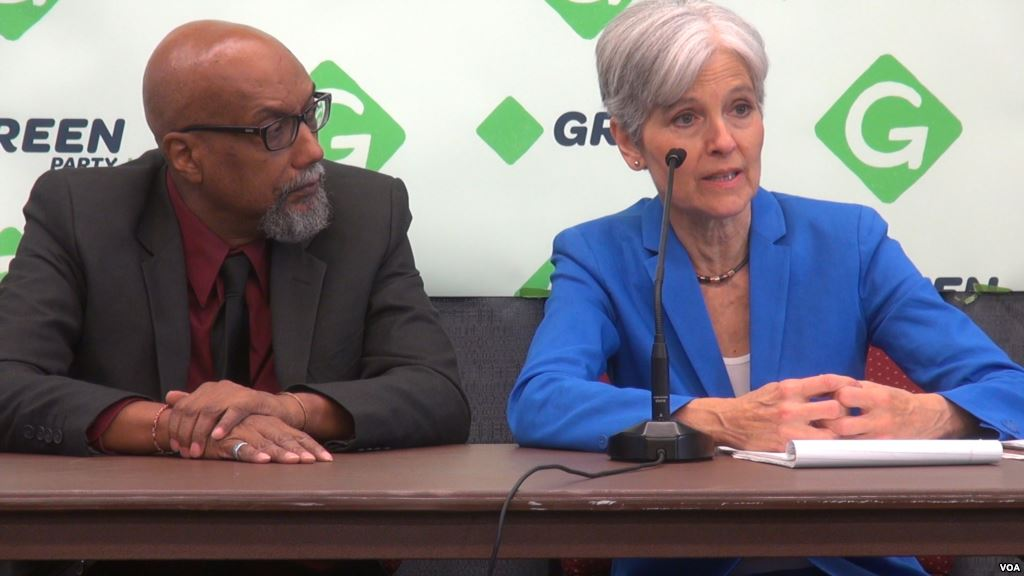
Baraka and Stein, August 2016

Am 1. August 2016 kündigte Jill Stein, die Spitzenkandidatin der Green Party für das Präsidentenamt, an, dass Baraka sie bei der US-Präsidentschaftswahl 2016 als Kandidat für das Vizepräsidentenamt unterstützen werde.
Durch seine Arbeit als Aktivist ist Baraka ein gefragter Experte und tritt regelmäßig im Fernsehen auf oder schreibt Artikel für verschiedene Zeitungen; unter anderem verfasst er regelmäßig Beiträge für das Politikmagazin CounterPunch. Zudem hält er regelmäßig Vorlesungen an diversen Hochschulen und bietet Schulungen und Informationsveranstaltungen insbesondere zu Menschenrechten an.

### Positionen und Kritik
Baraka setzt sich insbesondere für die Bürgerrechte der schwarzen Bevölkerung ein. So äußerte er sich beispielsweise mehrfach zur Polizeigewalt gegen Schwarze. Im September 2016 forderte er eine internationale Untersuchung der Vorfälle in den Vereinigten Staaten. Zudem äußerte er sich kritisch zum „War on Drugs“, da hierbei insbesondere Minderheiten stärker von der Polizei und den Drogenbehörden verfolgt würden, und den Bestrebungen zum Freihandel, da hier die Rechte von Minderheiten in den Hintergrund gerückt werden und bezeichnete den Kampf hiergegen als ein zentrales „schwarzes Anliegen“.
Zudem engagiert sich Baraka gegen die Todesstrafe. 2001 erhielt er die Auszeichnung als „Abolitionist of the Year“ der National Coalition to Abolish the Death Penalty.
Neben seinem Engagement für Menschenrechte, ist er vor allem für sein Engagement gegen die Politik Israels bekannt, welches er bei der Kontrolle der eigenen Bevölkerung repressiver als die Sowjetunion, Nordkorea oder Kuba vor 1989 ansieht.
Baraka äußerte sich kritisch über die um sich selbst kreisende Reaktion der westlichen Welt nach dem Anschlag auf Charlie Hebdo. Er kritisierte das unverhältnismäßige Interesse für den Anschlag gegenüber dem islamistisch motivierten Massaker von Baga, das wenige Tage zuvor deutlich mehr Opfer gefordert hatte, und der vermeintlichen Unterdrückung der nicht-europäischen Kultur der Araber und Muslime in Frankreich, die sich insbesondere im Verbot der Verschleierung zeige.